# Anatolij Konstantinovič Serov
Anatolij Konstantinovič Serov (in russo Анатолий Константинович Серов?; Voroncovka, 2 aprile 1910, 20 marzo del calendario giuliano – Vysokoe, 11 maggio 1939) è stato un aviatore sovietico.

## Biografia
Nacque nel villaggio di Voroncovka, negli Urali, nella famiglia di un minatore. Membro del Partito comunista dal 1936, tra il 1937 e il 1938 partecipò alla Guerra civile spagnola in difesa della Seconda repubblica. Per le missioni aeree condotte in questo conflitto fu insignito del titolo di Eroe dell'Unione Sovietica, dell'Ordine di Lenin e di due Ordini della Bandiera Rossa. Morì nel 1939 in un incidente aereo insieme all'Eroe dell'Unione Sovietica Polina Denisovna Osipenko, accanto alla quale è sepolto presso la necropoli delle mura del Cremlino. All'aviatore sovietico è stata intitolata la città di Serov.